# Emiliano Spataro
Emiliano Leonel Spataro (Buenos Aires, Argentina, 23 de mayo de 1976) es un piloto de automovilismo argentino. Corrió en varias categorías, destacándose en Turismo Carretera, Superturismo Sudamericano (campeón en 1999), Top Race V6 (bicampeón en 2007 y 2008) y TC2000.

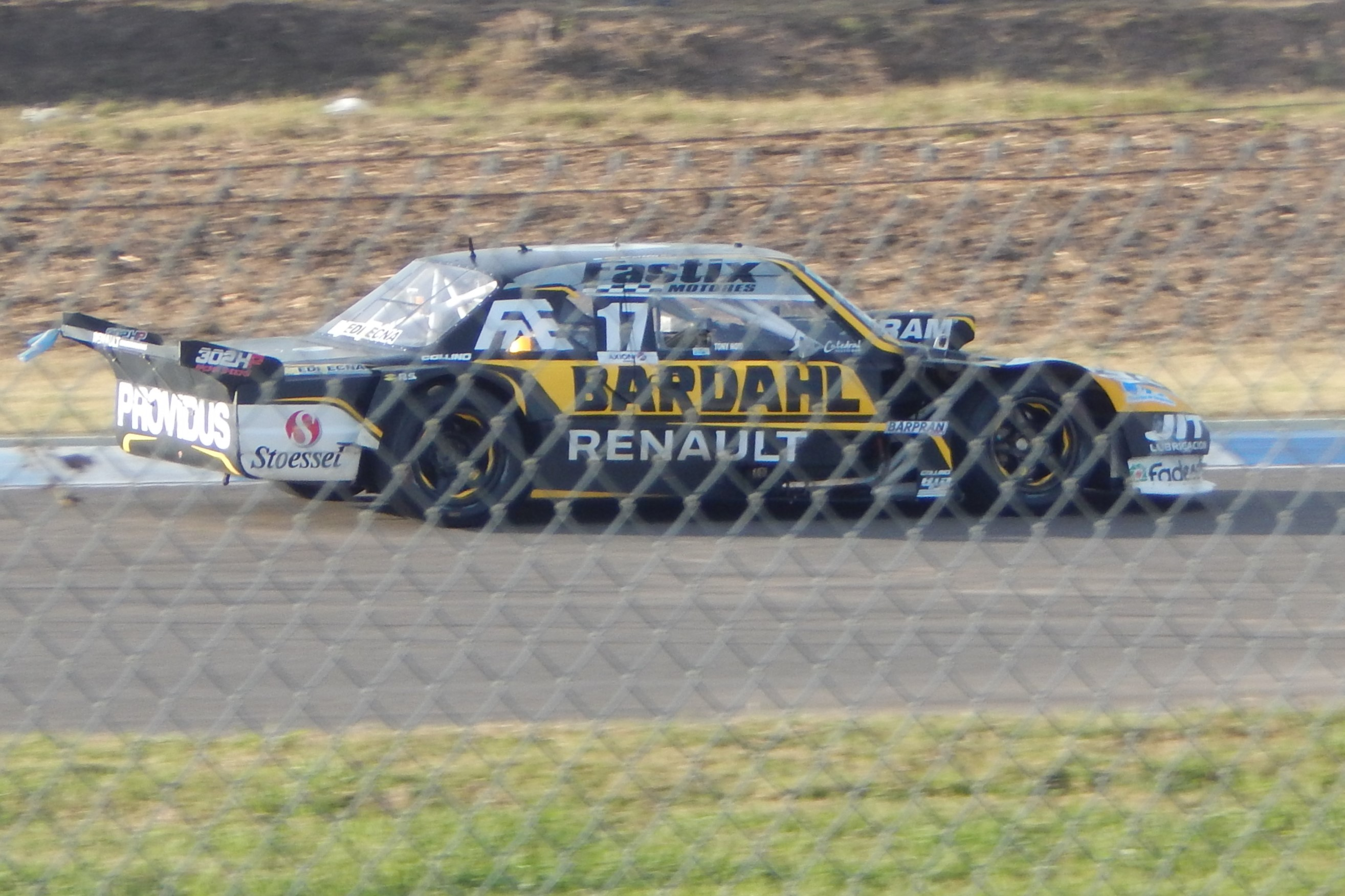
Spataro corriendo para el Renault Sport Torino Team en 2019.

## Resumen de carrera
| Temporada | Categoría                                      | Equipo                                            | Carreras     | Victorias    | Poles        | VR           | Podios       | Puntos       | Pos.         |
| --------- | ---------------------------------------------- | ------------------------------------------------- | ------------ | ------------ | ------------ | ------------ | ------------ | ------------ | ------------ |
| 1994      | Fórmula Honda                                  | s/d                                               | s/d          | 2            | s/d          | s/d          | s/d          | s/d          | 2.º          |
| 1995      | Fórmula 3 Sudamericana                         | GF Motorsport                                     | s/d          | 0            | s/d          | s/d          | 0            | 4            | 10.º         |
| 1995      | Fórmula 3 Sudamericana - Clase Light           | GF Motorsport                                     | s/d          | 9            | s/d          | s/d          | s/d          | s/d          | 1.º          |
| 1996      | Fórmula 3 Sudamericana                         | s/d                                               | s/d          | 0            | 0            | 0            | 0            | 4            | 17.º         |
| 1997      | Fórmula 3000 Internacional                     | Coloni Motorsport                                 | 6            | 0            | 0            | 0            | 0            | -            | NC           |
| 1997      | Campeonato Sudamericano de Superturismos       | Diablo Motorsport                                 | 4            | 0            | 0            | 0            | 1            | 41           | 9.º          |
| 1998      | Campeonato Sudamericano de Superturismos       | Sólido Motorsport Race Car                        | 11           | 0            | 1            | 0            | 2            | 62           | 6.º          |
| 1999      | Campeonato Sudamericano de Superturismos       | EF Racing                                         | 12           | 3            | 3            | 1            | 8            | 152          | 1.º          |
| 2000      | Turismo Competición 2000                       | EF Racing                                         | 9            | 0            | 0            | 0            | 0            | 21           | 18.º         |
| 2001      | Turismo Competición 2000                       | EF Racing                                         | 14           | 0            | 0            | 0            | 5            | 96           | 3.º          |
| 2002      | Turismo Carretera                              | Satriano Sport                                    | 12           | 0            | 0            | 0            | 0            | 50           | 29.º         |
| 2004      | Turismo Carretera                              | s/d                                               | 3            | 0            | 0            | 0            | 0            | 4            | 61.º         |
| 2004      | Turismo Competición 2000                       | DTA Sportteam Competición                         | 4            | 0            | 0            | 1            | 1            | 26           | 16.º         |
| 2005      | Turismo Carretera                              | Emilio Satriano Competición                       | 16           | 0            | 0            | 0            | 0            | 21           | 41.º         |
| 2005      | Turismo Competición 2000                       | Sportteam Competición                             | 14           | 2            | 1            | 0            | 4            | 117          | 3.º          |
| 2005      | Top Race V6                                    | ORO Racing Club                                   | 9            | 1            | 1            | s/d          | s/d          | 98,5         | 5.º          |
| 2006      | Turismo Carretera                              | Buenos Aires Racing                               | 16           | 0            | 0            | 0            | 0            | 52           | 26.º         |
| 2006      | Turismo Competición 2000                       | Sportteam Competición                             | 14           | 0            | 0            | 0            | 0            | 54           | 9.º          |
| 2006      | Top Race V6                                    | ORO Racing Club                                   | s/d          | 2            | 2            | s/d          | s/d          | 244          | 2.º          |
| 2007      | Turismo Carretera                              | Buenos Aires Racing                               | 16           | 0            | 0            | 0            | 2            | 108          | 14.º         |
| 2007      | Turismo Competición 2000                       | Renault Team                                      | 14           | 0            | 2            | 0            | 2            | 99           | 6.º          |
| 2007      | Top Race V6                                    | ORO Racing Club                                   | 12           | 3            | 3            | s/d          | 4            | 254          | 1.º          |
| 2008      | Turismo Carretera                              | Buenos Aires Racing                               | 15           | 0            | 0            | 0            | 0            | 126          | 11.º         |
| 2008      | Turismo Competición 2000                       | Honda Petrobras                                   | 1            | 0            | 0            | 0            | 0            | -            | -            |
| 2008      | Top Race V6                                    | ORO Racing Team                                   | 12           | 7            | 4            | 1            | 7            | 295          | 1.º          |
| 2009      | Turismo Carretera                              | Spataro Racing                                    | 16           | 0            | 0            | 0            | 0            | 87,5         | 21.º         |
| 2009      | Turismo Competición 2000                       | Fiat Pro Racing                                   | 13           | 0            | 0            | 0            | 0            | 24,5         | 15.º         |
| 2009      | Turismo Competición 2000 Copa Endurance Series | Fiat Pro Racing                                   | 3            | 0            | 0            | 0            | 0            | 4            | 20.º         |
| 2009      | Top Race V6                                    | Midas Racing Team                                 | 14           | 2            | 0            | 0            | 6            | 39           | 5.º          |
| 2010      | Turismo Carretera                              | PSA Competición                                   | 14           | 1            | 0            | 0            | 1            | 74           | 24.º         |
| 2010      | Turismo Competición 2000                       | Scuderia Fiat                                     | 13           | 2            | 4            | 2            | 2            | 90           | 4.º          |
| 2010      | Turismo Competición 2000 Copa Endurance Series | Scuderia Fiat                                     | 3            | 1            | 1            | 1            | 1            | 33           | 3.º          |
| 2010      | Top Race V6 Copa América                       | Midas Racing Team                                 | 6            | 0            | 0            | 1            | 0            | 72           | 8.º          |
| 2010      | Top Race V6 Torneo Clausura                    | Midas Racing Team                                 | 6            | 1            | s/d          | s/d          | 3            | 6            | 2.º          |
| 2011      | Rally Dakar - Autos                            | Pro Dakar                                         | 1            | N/A          | N/A          | N/A          | N/A          | N/A          | 37.º         |
| 2011      | Turismo Carretera                              | BA Racing                                         | 13           | 1            | 1            | 0            | 1            | 124          | 14.º         |
| 2011      | Turismo Competición 2000                       | Equipo Fiat Oil Combustibles                      | 13           | 1            | 2            | 1            | 4            | 137          | 7.º          |
| 2011      | Top Race V6                                    | Midas Racing Team                                 | 13           | 1            | 1            | 0            | 3            | 64           | 3.º          |
| 2012      | Rally Dakar - Autos                            | La Legión Argentina SpeedAgro                     | 1            | N/A          | N/A          | N/A          | N/A          | N/A          | 61.º         |
| 2012      | Turismo Carretera                              | BA Racing                                         | 15           | 0            | 1            | 0            | 2            | 125,75       | 12.º         |
| 2012      | Súper TC 2000                                  | Renault Lo Jack Team                              | 13           | 0            | 0            | 0            | 4            | 164          | 4.º          |
| 2012      | Top Race V6                                    | Midas Racing Team                                 | 12           | 0            | 0            | 0            | 3            | 47           | 5.º          |
| 2013      | Rally Dakar - Autos                            | Renault Duster Team                               | 1            | N/A          | N/A          | N/A          | N/A          | N/A          | NC           |
| 2013      | Turismo Carretera                              | Alifraco Racing WCC Squadra Laboritto Jrs. Racing | 14           | 0            | 0            | 0            | 0            | 160          | 36.º         |
| 2013      | Súper TC 2000                                  | Renault Lo Jack Team                              | 12           | 0            | 0            | 1            | 2            | 88           | 10.º         |
| 2014      | Rally Dakar - Autos                            | Renault Duster Dakar Team                         | 1            | N/A          | N/A          | N/A          | N/A          | N/A          | 14.º         |
| 2014      | Turismo Carretera                              | Lincoln Sport Group                               | 16           | 0            | 0            | 0            | 1            | 254,25       | 24.º         |
| 2014      | Súper TC 2000                                  | Renault Lo Jack Team                              | 13           | 1            | 0            | 1            | 1            | 129          | 7.º          |
| 2015      | Rally Dakar - Autos                            | Renault Duster Team                               | 1            | N/A          | N/A          | N/A          | N/A          | N/A          | 21.º         |
| 2015      | Turismo Carretera                              | UR Racing                                         | 16           | 0            | 0            | 0            | 0            | 217,5        | 27.º         |
| 2015      | Súper TC 2000                                  | Renault Sport                                     | 13           | 1            | 0            | 1            | 3            | 153,5        | 6.º          |
| 2016      | Rally Dakar - Autos                            | Renault Duster Dakar Team                         | 1            | N/A          | N/A          | N/A          | N/A          | N/A          | 18.º         |
| 2016      | Turismo Carretera                              | UR Racing Trotta Racing Team                      | 16           | 0            | 0            | 0            | 0            | 331          | 27.º         |
| 2016      | Súper TC 2000                                  | Renault Sport                                     | 14           | 1            | 1            | 2            | 3            | 140          | 6.º          |
| 2017      | Rally Dakar - Autos                            | Renault Duster Dakar Team                         | 1            | N/A          | N/A          | N/A          | N/A          | N/A          | NC           |
| 2017      | Turismo Carretera                              | Renault Sport Torino Team                         | 15           | 2            | 0            | 1            | 2            | 357,5        | 10.º         |
| 2017      | Súper TC 2000                                  | Renault Sport                                     | 14           | 2            | 0            | 0            | 2            | 136,5        | 7.º          |
| 2017      | TC 2000                                        | Ambrogio Racing                                   | 1            | 0            | N/A          | 0            | 1            | -            | -            |
| 2018      | Rally Dakar - Autos                            | Renault Duster Dakar Team                         | 1            | N/A          | N/A          | N/A          | N/A          | N/A          | NC           |
| 2018      | Turismo Carretera                              | Renault Sport Torino Team                         | 15           | 0            | 0            | 0            | 0            | 291,75       | 17.º         |
| 2018      | Súper TC 2000                                  | Renault Sport                                     | 14           | 0            | 0            | 0            | 1            | 82           | 10.º         |
| 2018      | Porsche GT3 Cup Trophy Argentina               | s/d                                               | 3            | 1            | s/d          | s/d          | 2            | 51           | 8.º          |
| 2019      | Turismo Carretera                              | Renault Sport Torino Team                         | 15           | 0            | 1            | 0            | 0            | 294          | 17.º         |
| 2019      | Súper TC 2000                                  | Toyota Gazoo Racing YPF Infinia                   | 1            | 0            | 0            | 0            | 0            | -            | -            |
| 2020      | Turismo Carretera                              | Las Toscas Racing Martínez Competición            | 10           | 0            | 0            | 0            | 0            | 129,25       | 26.º         |
| 2021      | Turismo Carretera                              | Alifraco Sport                                    | 14           | 0            | 0            | 0            | 0            | 170.5        | 35.º         |
| 2021      | Súper TC 2000                                  | Toyota Gazoo Racing YPF Infinia                   | 12           | 0            | 0            | 0            | 1            | 24           | 13.º         |
| 2022      | Turismo Carretera                              | Alifraco Sport                                    | 14           | 0            | 0            | 0            | 0            | 119          | 37.º         |
| 2022      | TC 2000                                        | FS Motorsport                                     | 8            | 0            | 0            | 0            | 0            | 4            | 18.º         |
| 2022      | Turismo Nacional - Clase 3                     | Arana Ingeniería Sport                            | 1            | 0            | 0            | 0            | 0            | -            | -            |
| 2023      | Turismo Carretera                              | Buenos Aires Racing                               | Disputándose | Disputándose | Disputándose | Disputándose | Disputándose | Disputándose | Disputándose |
| Fuente:   |                                                |                                                   |              |              |              |              |              |              |              |

## Resultados

### Fórmula 3000 Internacional
(Clave) (negrita indica pole position) (cursiva indica vuelta rápida)

| Año     | Escudería         | 1       | 2       | 3       | 4      | 5      | 6      | 7      | 8       | 9       | 10  | Pos. | Puntos |
| ------- | ----------------- | ------- | ------- | ------- | ------ | ------ | ------ | ------ | ------- | ------- | --- | ---- | ------ |
| 1997    | Coloni Motorsport | SIL DNQ | PAU DNQ | HEL DNQ | NÜR 11 | PER 13 | HOC 16 | A1R 12 | SPA Ret | MUG Ret | JER | 30.º | 0      |
| Fuente: |                   |         |         |         |        |        |        |        |         |         |     |      |        |

### Turismo Competición 2000
| Año  | Equipo                       | Auto               | 1    | 2   | 3   | 4     | 5     | 6    | 7   | 8    | 9    | 10     | 11     | 12    | 13    | 14     | Res. | Puntos |
| ---- | ---------------------------- | ------------------ | ---- | --- | --- | ----- | ----- | ---- | --- | ---- | ---- | ------ | ------ | ----- | ----- | ------ | ---- | ------ |
| 2000 |                              |                    | RC I | TRE | AG  | SJU I | PAR I | OBE  | BB  | RAF  | BA I | SJO    | SJU II | RC II | BA II | PAR II | 18°  | 21     |
| 2000 | EF Racing                    | Peugeot 306        |      |     |     |       |       | 14   | 24† | 9    | 4    | 10     | 22†    | 9     | 6     | 14     | 18°  | 21     |
| 2001 |                              |                    | RAF  | RC  | BB  | SJU I | PAR   | BA I | OBE | AG I | SJO  | SJU II | MDA    | RES   | AG II | BA II  | 3°   | 96     |
| 2001 | EF Racing                    | Peugeot 306        | 8    | 2   | 3   | Ret   | 2     | Ret  | Ret | 13†  | 2    | 9      | 2      | 10    | 5     | 4      | 3°   | 96     |
| 2004 |                              |                    | GR   | VIE | SJU | PAR   | SL    | OBE  | AG  | CON  | RC   | SRA    | BB     | BA    | RAF   | MDP    | 16°  | 26     |
| 2004 | DTA                          | Chevrolet Astra II |      |     |     |       |       |      |     |      |      |        | Ret    | 8     |       | 2      | 16°  | 26     |
| 2004 | Sportteam Competición        | Volkswagen Bora    |      |     |     |       |       |      |     |      |      |        |        |       | 5     |        | 16°  | 26     |
| 2005 |                              |                    | BA I | PAR | VIE | SJU   | OLA   | AG   | CUR | OBE  | RAF  | SRA    | CON    | BA II | SL    | GR     | 3°   | 117    |
| 2005 | Sportteam Competición        | Volkswagen Bora    | 1    | 18† | 6   | 5     | 6     | 16†  | 1   | 4    | 2    | 15     | Ret    | 2     | 15    | 6      | 3°   | 117    |
| 2006 |                              |                    | BA I | OLA | CR  | VIE   | SFE   | SJU  | SRA | RES  | CUR  | SMM    | GR     | BA II | OBE   | PAR    | 9°   | 54     |
| 2006 | Sportteam Competición        | Volkswagen Bora    | 8    | 4   | Ret | Ret   | 5     | 8    | 12  | 18†  | 17   | 7      | 4      | 4     | 12    | 9      | 9°   | 54     |
| 2007 |                              |                    | CR   | GR  | BB  | SMM   | SJU   | SP   | AG  | SFE  | SRA  | VIE    | BA     | OBE   | SL    | PDE    | 6°   | 99     |
| 2007 | Renault Team                 | Renault Mégane I   | 7    | 2   | Ret | 7     | 2     | 7    | 11  | Ex.  | 4    | 8      | 4      | 4     | 6     | 4      | 6°   | 99     |
| 2008 |                              |                    | PAR  | SAL | GR  | SFE   | SJU   | RES  | AG  | BA   | OBE  | TRH    | VIE    | SMM   | PDF   | PDE    | -    | -      |
| 2008 | Honda Petrobras              | Honda Civic VIII   |      |     |     |       |       |      |     | Ret  |      |        |        |       |       |        | -    | -      |
| 2009 |                              |                    | AG   | GR  | OBE | SMM   | TRH   | RES  | BA  | CEN  | SFE  | SFE    | SJU    | SJU   | PDF   |        | 15°  | 24,5   |
| 2009 | Fiat Pro Racing              | Fiat Linea         | Ret  | 12  | 17  | 8     | Ret   | Ret  | 7   | Ret  | 19   | 9      | Ret    | 6     | Ret   |        | 15°  | 24,5   |
| 2010 |                              |                    | PDE  | SMM | GR  | AG    | RES   | TRH  | LR  | SFE  | SFE  | CEN    | OBE    | BA    | PDF   |        | 4°   | 90     |
| 2010 | Scuderia Fiat                | Fiat Linea         | 13   | 7   | 5   | Ret   | 5     | 24†  | 12  | 1    | Ret  | 1      | 5      | Ret   | 7     |        | 4°   | 90     |
| 2011 |                              |                    | GR   | SFE | SFE | SMM   | SJU   | RES  | AG  | TRH  | LPL  | TRE    | JUN    | PDF   | PAR   |        | 7°   | 137    |
| 2011 | Equipo Fiat Oil Combustibles | Fiat Linea         | 10   | 3   | 1   | Ret   | Ret   | 8    | 2   | 9    | 7    | 10     | 2      | Ret   | 9     |        | 7°   | 137    |

#### Copa Endurance Series
| Año  | Equipo          | Auto       | 1   | 2   | 3   | Res. | Puntos |
| ---- | --------------- | ---------- | --- | --- | --- | ---- | ------ |
| 2009 |                 |            | TRH | BA  | PDF | 20°  | 4      |
| 2009 | Fiat Pro Racing | Fiat Linea | Ret | 7   | Ret | 20°  | 4      |
| 2010 |                 |            | TRH | CEN | BA  | 3°   | 33     |
| 2010 | Scuderia Fiat   | Fiat Linea | 24† | 1   | Ret | 3°   | 33     |

### Súper TC 2000
| Año  | Equipo                          | Auto               | 1    | 2    | 3     | 4     | 5   | 6    | 7   | 8   | 9      | 10     | 11    | 12  | 13    | 14    | 15    | 16  | 17  | 18  | 19  | 20    | 21    | 22   | Res. | Puntos |
| ---- | ------------------------------- | ------------------ | ---- | ---- | ----- | ----- | --- | ---- | --- | --- | ------ | ------ | ----- | --- | ----- | ----- | ----- | --- | --- | --- | --- | ----- | ----- | ---- | ---- | ------ |
| 2012 |                                 |                    | AG   | BA   | ROS   | SJU   | GR  | OBE  | RAF | SMM | RC     | SFE    | SFE   | SAL | PDF   |       |       |     |     |     |     |       |       |      | 4°   | 164    |
| 2012 | Renault Lo Jack Team            | Renault Fluence    | 5    | 14   | 5     | 9     | 2   | 7    | 15  | 4   | 2      | 2      | 2     | 4   | 18†   |       |       |     |     |     |     |       |       |      | 4°   | 164    |
| 2013 |                                 |                    | BA   | ROS  | SJU   | TOA   | AG  | TRH  | JUN | SFE | GR     | LP     | SMM   | PDF |       |       |       |     |     |     |     |       |       |      | 10°  | 88     |
| 2013 | Renault Lo Jack Team            | Renault Fluence    | 16†  | 17   | 15    | 5     | 10  | 6    | 2   | Ret | Ret    | 1R     | 2     | 9   |       |       |       |     |     |     |     |       |       |      | 10°  | 88     |
| 2014 |                                 |                    | RAF  | VIE  | AG    | ROS   | TOA | BA   | RES | SFE | SFE    | SJU    | TRH   | COD | PDF   |       |       |     |     |     |     |       |       |      | 7°   | 129    |
| 2014 | Renault Lo Jack Team            | Renault Fluence    | 8    | 11   | 1     | 10    | 9   | 4    | 5   | Ret | Ret    | 11     | 5     | 12  | 14    |       |       |     |     |     |     |       |       |      | 7°   | 129    |
| 2015 |                                 |                    | JUN  | ROS  | OBE   | TRH   | RAF | SL I | SFE | SFE | TOA    | GR     | SMM   | AG  | SL II |       |       |     |     |     |     |       |       |      | 6°   | 153,5  |
| 2015 | Renault Sport                   | Renault Fluence    | 16   | 13   | Ex.   | 7     | 10  | 4    | 7   | Ret | 3      | 2      | 1     | 7   | 6     |       |       |     |     |     |     |       |       |      | 6°   | 153,5  |
| 2016 |                                 |                    | TRE  | ROS  | SMM   | AG I  | TRH | OBE  | BA  | SFE | SFE    | TOA    | SJU   | GR  | GR    | AG II |       |     |     |     |     |       |       |      | 6°   | 140    |
| 2016 | Renault Sport                   | Renault Fluence    | 1    | 6    | Ret   | 6     | 9   | 11   | Ret | 3   | 2      | Ret    | 6     | 5   | 6     | 14    |       |     |     |     |     |       |       |      | 6°   | 140    |
| 2017 |                                 |                    | BA I | PDF  | SMM   | ROS   | ROS | TRH  | RAF | OBE | SFE    | SFE    | BA II | SJU | GR    | AG    |       |     |     |     |     |       |       |      | 7°   | 136,5  |
| 2017 | Renault Sport                   | Renault Fluence    | 4    | 14   | 5     | 11    | 10  | 4    | 1   | 10  | 14     | 17     | 1     | 12  | 12    | 17    |       |     |     |     |     |       |       |      | 7°   | 136,5  |
| 2018 |                                 |                    | BA I | ROS  | ROS   | SMM   | PDF | RAF  | SJU | OBE | SFE    | SFE    | TRH   | SNI | BA II | AG    |       |     |     |     |     |       |       |      | 10°  | 82     |
| 2018 | Renault Sport                   | Renault Fluence    | 6    | Ret  | 8     | Ret   | 20† | 2    | 8   | 9   | 6      | 15     | 5     | 12  | 10†   | 6     |       |     |     |     |     |       |       |      | 10°  | 82     |
| 2019 |                                 |                    | AG   | GR   | VIL   | ROS   | PAR | SAL  | SNI | SJU | SMM    | SMM    | BA    | RC  | CEN   |       |       |     |     |     |     |       |       |      | -    | -      |
| 2019 | Toyota Gazoo Racing YPF Infinia | Toyota Corolla XI  |      |      |       |       |     |      |     |     |        |        | 4     |     |       |       |       |     |     |     |     |       |       |      | -    | -      |
| 2021 |                                 |                    | BA I | BA I | BA II | BA II | AG  | AG   | SNI | SNI | BA III | BA III | PAR   | PAR | TOA   | TOA   | BA IV | VIL | VIL | ROS | ROS | AG II | AG II | BA V | 13.º | 24     |
| 2021 | Toyota Gazoo Racing YPF Infinia | Toyota Corolla XII |      |      |       |       | 8   | 5    | 3   | 9   | 6      | 8      | Ret   | 12  | 14    | 11    | 13    | 12  | 6   |     |     |       |       |      | 13.º | 24     |

### Rally Dakar
| Año     | Categoría | Vehículo   | Posición | Etapas |
| ------- | --------- | ---------- | -------- | ------ |
| 2011    | Coches    | Mcrae      | 37.º     | -      |
| 2012    | Coches    | Volkswagen | 60.º     | -      |
| 2013    | Coches    | Renault    | Ret.     | -      |
| 2014    | Coches    | Renault    | 14.º     | -      |
| 2015    | Coches    | Renault    | 21.º     | -      |
| 2016    | Coches    | Renault    | 18.º     | -      |
| 2017    | Coches    | Renault    | Ret.     | -      |
| 2018    | Coches    | Renault    | Ret.     | -      |
| Fuente: |           |            |          |        |

### TC 2000
| Año  | Equipo          | Auto            | 1    | 2    | 3    | 4    | 5   | 6   | 7     | 8     | 9  | 10 | 11    | 12 | 13 | 14     | 15     | 16    | 17  | 18  | 19  | 20     | Res. | Puntos |
| ---- | --------------- | --------------- | ---- | ---- | ---- | ---- | --- | --- | ----- | ----- | -- | -- | ----- | -- | -- | ------ | ------ | ----- | --- | --- | --- | ------ | ---- | ------ |
| 2017 |                 |                 | AG I | AG I | BA I | BA I | CDU | CDU | PAR I | PAR I | RC | RC | BA II | SL | SL | PAR II | PAR II | AG II | SMM | CON | CON | BA III | -    | -      |
| 2017 | Ambrogio Racing | Renault Fluence |      |      |      |      |     |     |       |       |    |    | 2     |    |    |        |        |       |     |     |     |        | -    | -      |